# Закликув (город)
Закликув (пол. Zaklików) — город в Польше, входит в Сталёвовольский повет Подкарпатского воеводства. 

## История

### Этимология
Название города происходит от прозвища его основателя, Станислава «Заклики» Чижовского. 

### XVI-XVIII век
Первоначально на территории города был построен замок. Город был основан Станиславом «Закликой» Чижовским, после смерти унаследован его сыном, Зигмундом Чижовским. В 1580 году в Закликуве была построена деревянная церковь Святой Анны. В 1581 году были основаны больница и приходская школа. В XVII веке владельцами Закликува стали Залуские, в XVIII веке — Малаховские. Во время Северной войны замок был разрушен. В 1791 году город был приобретён Юзефом Пухалой. 

### Утрата городских прав, период раздела
Во время Третьего раздела Речи Посполитой в 1795 году Закликув перешёл под власть Австрии, а после её поражения от наполеоновской Франции оказался в границах Варшавского герцогства. В 1815 году власть над городом перешла России. В 1820 году в Закликуве открылась первая светская школа. Во время Январского восстания жители города поддерживали польских партизанов. 13 июня 1869 года Закликув был лишён прав города. Во второй половине XIX века город был куплен семьёй Шлюбовских, а в 1872 году выкуплен за 102 тысячи рублей Гражданским обществом. 

### XX век
Во время Первой Мировой войны Закликув попал под австрийскую оккупацию, освободился от оккупации 4 ноября 1918 года. В межвоенный период оказался в Люблинском воеводстве. 
Во время Второй Мировой войны из-за бомбардировок была разрушена городская железнодорожная станция. В Закликуве активно действовала Армия Крайова. В июле 1944 года была проведена попытка подчинить город лондонскому правительству. Красная армия заняла город 28 июля 1944 года. 
После войны город был электрифицирован, открылся сельскохозяйственный колхоз. В 1971 году был открыт филиал сталелитейного завода Сталёва-Воля (на данный момент — завод крепёжных изделий). В 1999 году в ходе реформы Закликув оказался в Сталёвовольском повете. 

### XXI век
Первая заявка на статус города была подана в 2011 году, не одобрена из-за слишком большой площади города, охватывающей и зелёную зону вокруг города. Площадь будущего города была сокращена с 4350 га до 1142 га. Тем самым Закликув вновь стал городом 1 января 2014 года. 